# 圣克雷潘德里什蒙
圣克雷潘德里什蒙（法語：Saint-Crépin-de-Richemont，法語發音：[sɛ̃ kʁepɛ̃ də ʁiʃmɔ̃]）是法国多尔多涅省的一个旧市镇，位于该省中北部，属于农特龙区。2019年，圣克雷潘德里什蒙与临近的5个市镇并入市镇佩里戈尔地区布朗托姆。

## 地理
圣克雷潘德里什蒙（45°25'6"N, 0°36'3"E）面积25.58 平方千米，位于法国新阿基坦大区多爾多涅省，该省份为法国西南部内陆省份，是法國本土面积第三大的省，大致对应佩里戈尔地区，北起顺时针与夏朗德省、上维埃纳省、科雷兹省、洛特省、洛特-加龙省、吉倫特省和滨海夏朗德省接壤。
与圣克雷潘德里什蒙接壤的市镇（或旧市镇、城区）包括：尼佐讷河畔圣弗龙、拉贡特里-布卢内。
圣克雷潘德里什蒙的时区为UTC+01:00、UTC+02:00（夏令时）。

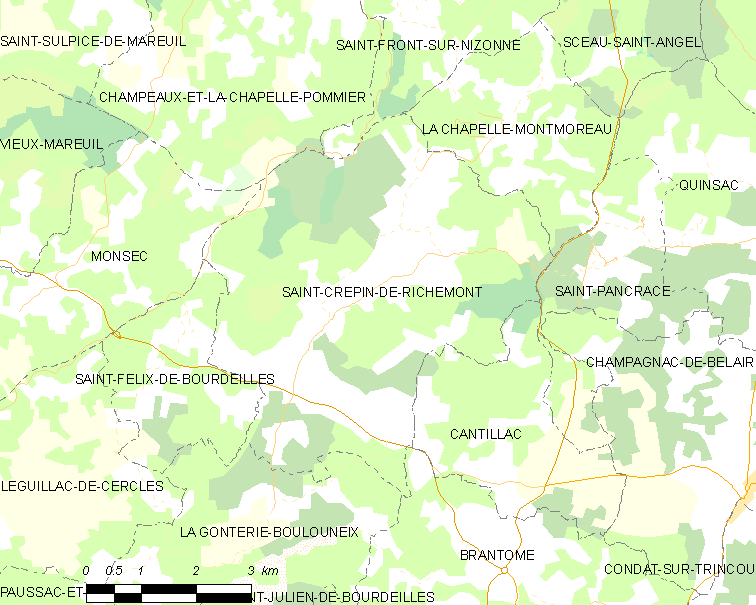
圣克雷潘德里什蒙的OSM定位图

## 行政
圣克雷潘德里什蒙的邮政编码为24310，INSEE市镇编码为24391。

## 政治
圣克雷潘德里什蒙所属的省级选区为佩里戈尔地区布朗托姆县。

## 人口

1962-2008年间圣克雷潘德里什蒙人口变化图示

圣克雷潘德里什蒙于2018年1月1日时的人口数量为226人。

## 人物
法国著名传记作家布朗托姆生前曾是里什蒙城堡的领主，1614年逝世于此。